# Kaulenbachtal
Das Kaulenbachtal ist ein ehemaliges Schiefer-Abbaugebiet im linksrheinischen Schiefergebirge. Es liegt zwischen den Orten Müllenbach, Laubach und Leienkaul in Rheinland-Pfalz.
Von 1695 bis 1959 wurde im Kaulenbachtal Dachschiefer bester Qualität gefördert. Der Schieferabbau war für die drei umliegenden Orte von größerer Bedeutung. Wegen eines Wassereinbruchs auf der Grube Maria-Schacht wurde der Abbau eingestellt und das Areal stillgelegt.
Inmitten der so entstandenen Industriebrache, zwischen historischen Gebäuderesten und den Schieferhalden, entwickelte sich eine einmalige Flora und Fauna. Das Gebiet ist seit 1993 als denkmalgeschützte Zone „Bereich Schieferabbau und -verarbeitung Kaulenbachtal“ ausgewiesen.

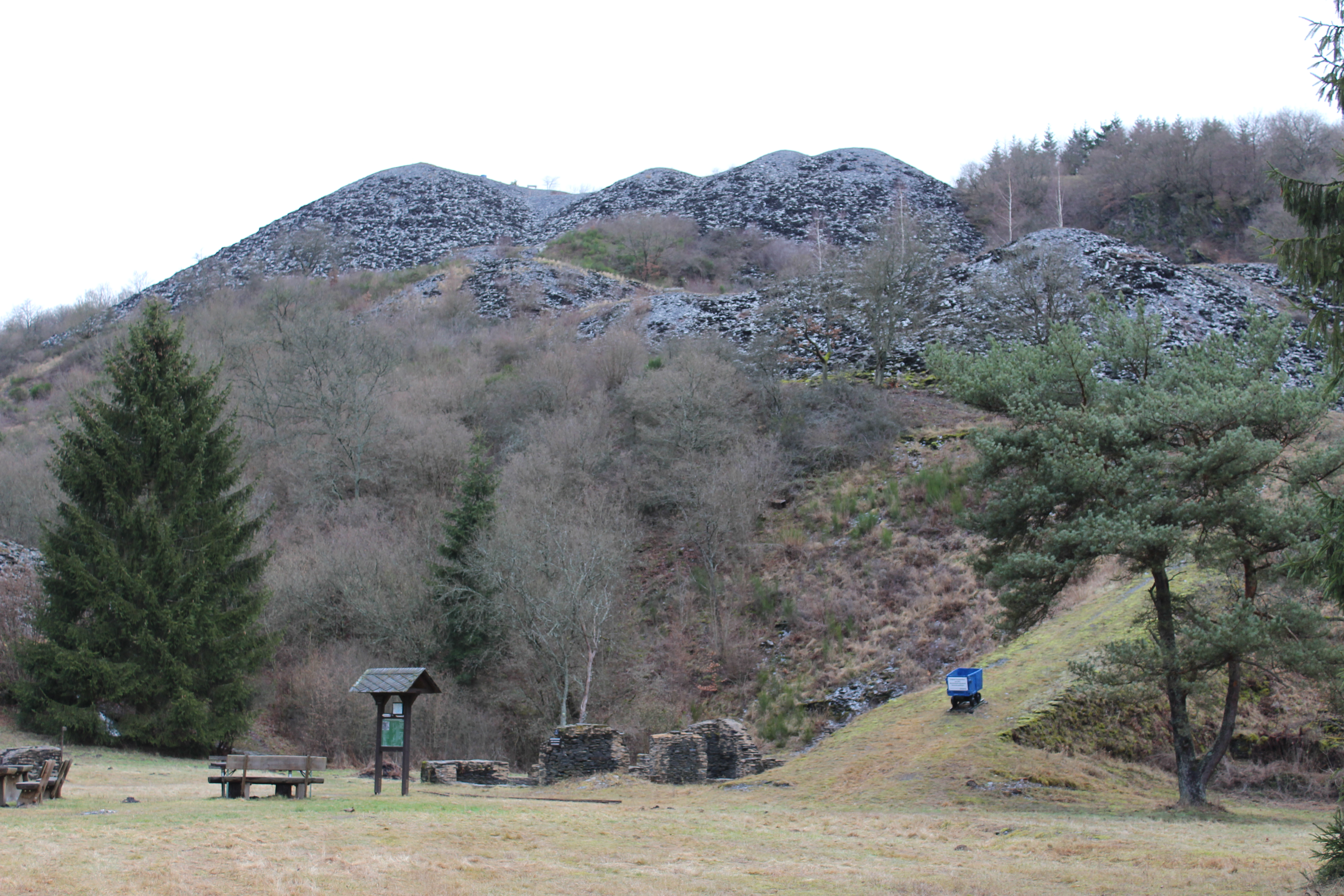
Schieferhalden im Kaulenbachtal
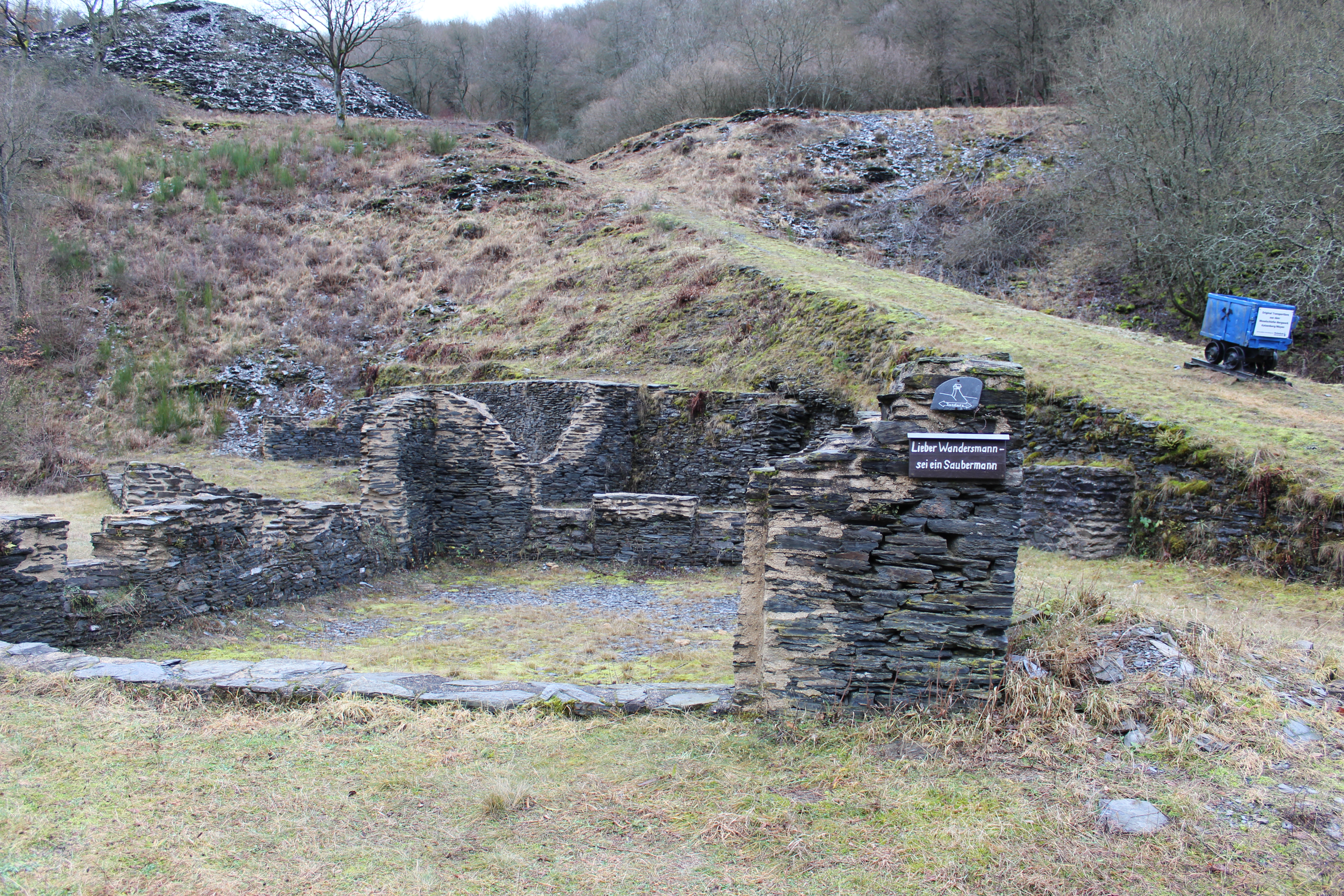
Gebäudereste auf der „Herrnwiese“